# Torrione Cavallara

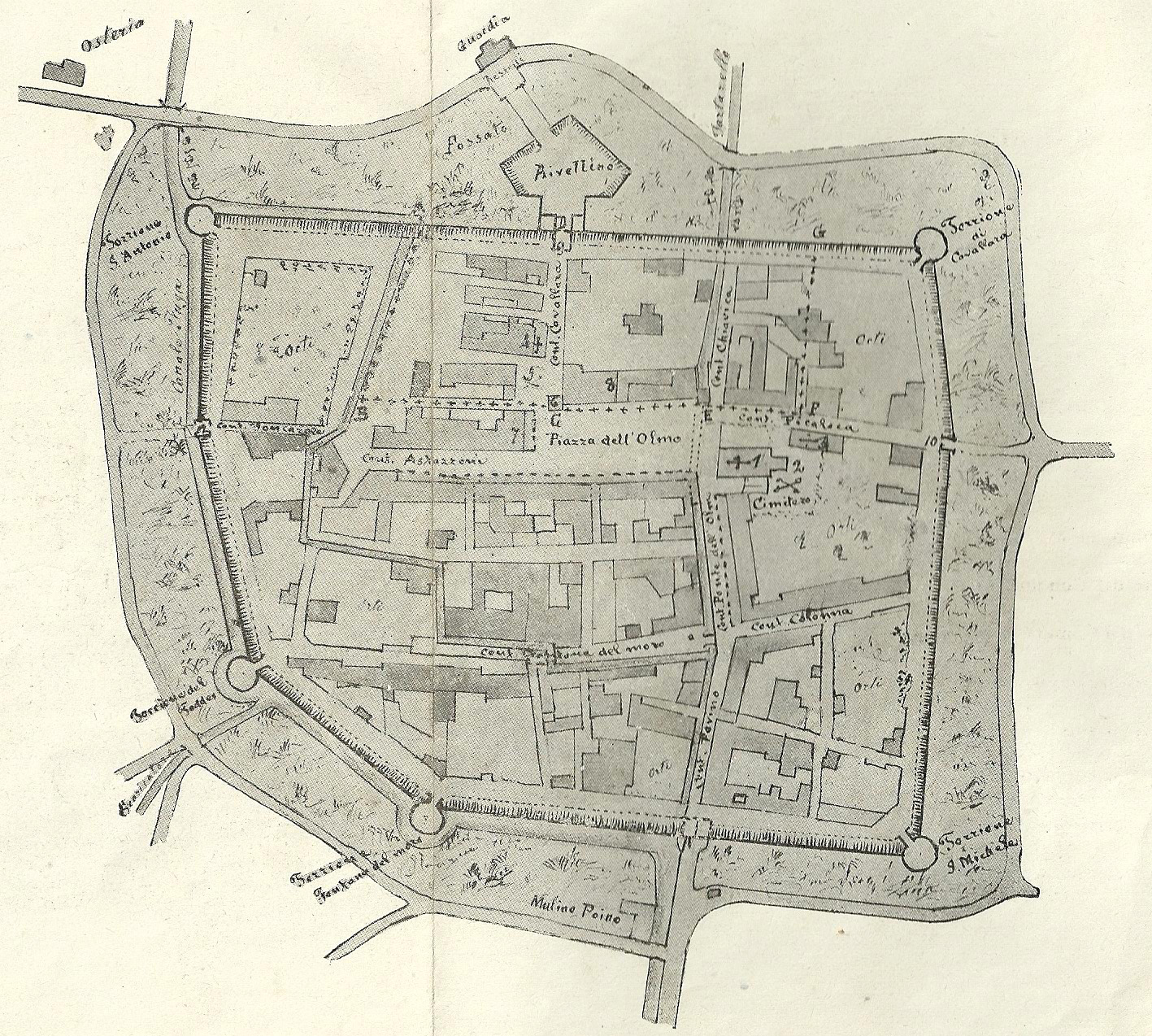
La città fortezza di Castel Goffredo all'inizio del Cinquecento col Torrione di Cavallara in alto a destra.

Il Torrione Cavallara era struttura militare imponente in mattoni, di forma circolare, posta d'angolo sul lato nord-est della fortezza; faceva parte, un tempo, delle mura difensive di Castel Goffredo, in provincia di Mantova.

## Storia e descrizione
All'inizio del Quattrocento, sotto il marchesato di Alessandro Gonzaga, il primo nucleo abitato costruito a ridosso di "Castelvecchio" fu circondato da un secondo ordine di mura. Tutto attorno alle mura si estendeva un fossato originato dal corso dei torrenti Fuga e Tartarello.
Nella città fortezza vi erano sette torrioni difensivi ad arco circolare così chiamati:
- Torrione Cavallara, a nord-est
- Torrione di San Giovanni, a est
- Torrione di San Michele, a sud-est
- Torrione Fontana del Moro, a sud
- Torrione dei Disciplini (o di San Matteo), a sud-ovest
- Torrione Poncarali, a ovest
- Torrione di Sant'Antonio, a nord-ovest

Faceva parte delle opere di difesa quattrocentesche anche il rivellino, abbattuto nel 1757.
Nel 1817 prese avvio la demolizione della seconda cinta muraria che progressivamente venne conclusa nel 1920.

### Altre fonti
- 1999 – Immagina. Castel Goffredo: l'evoluzione di un territorio, CD-ROM, a cura del Comune di Castel Goffredo